# Zavlekovské lípy
Zavlekovské lípy jsou památné stromy ve vesnici Zavlekov, jižně od Plánice. Čtyři lípy malolisté (Tilia cordata) rostou na severovýchodním konci vesnice, při silnici na Plichtice, v nadmořské výšce 520 m. Jejich kmeny mají obvod 426, 425, 459 a 180 cm (měření 1977). Lípy jsou chráněny od roku 1978 jako krajinná dominanta a součást památky.